# Al Bundy
Pour les articles homonymes, voir Bundy.
Al Bundy (né le 7 novembre 1948) est un personnage fictif de la série télévisée américaine Mariés, deux enfants, joué par Ed O'Neill.

## Biographie
Alex Bundy est le personnage principal de la série télévisée Mariés, deux enfants.
Al est un vendeur de chaussures (propriétaire semble-t-il dans les premiers épisodes puis simple employé), marié à Peggy Bundy (en) un jour où il était ivre, et père de deux enfants qu'il n'aime que lorsqu'ils lui sont utiles: Kelly, l'aînée, une blonde écervelée, naïve et fille facile, et Bud, garçon intelligent mais rejeté et totalement obsédé par le sexe (il cherche désespérément à perdre sa virginité).
Al déteste sa vie et seuls certains moments l'aident à la supporter: reluquer ses magazines cochons, en particulier "Gros boulons"; passer du temps au "Nibards bar"; regarder la télévision; passer du temps aux toilettes avec son journal.
Il se rattache à son passé pour oublier son médiocre présent, en particulier le lycée, où il était un élève apprécié, un sportif accompli et promis à un bel avenir. Il fait régulièrement référence à son heure de gloire: le jour où il marqua 4 touchdowns en un seul match, record de l'école inégalé à ce jour, et qui lui a presque valu d'avoir un tableau d'affichage portant son nom.
Il a horreur des femmes obèses. C'est sans doute le sujet de conversation le plus régulier d'Al. Il hait aussi son travail, notamment parce qu'il est souvent amené à servir des femmes obèses dont il dit être obligé de supporter la vue et l'odeur lorsqu'il leur fait essayer des chaussures. Il craint particulièrement sa belle-mère, qu'on ne voit jamais mais dont l'obésité fait trembler Al (et la maison).
Il a aussi horreur de la France (haine qui est souvent dissimulée dans la VF à cause de la traduction fantaisiste).
Un de ses passes-temps favoris est de se moquer de sa voisine, Marcy, et de son manque de féminité. Il se moque de ses seins plats et la traite de dinde. Mais Al s'entend bien avec les deux maris de Marcy, Steve et Jefferson.
Bien qu'il déteste sa femme, il se comporte plutôt comme un homme résigné, parlant souvent de la quitter sans jamais le faire, et fidèle, puisqu'il ne profitera jamais des occasions qu'il a de la tromper avec des créatures de rêves à cause d'un sentiment de culpabilité qu'il déteste mais qui l'empêche toutefois d'être infidèle. Il se contente de vivre en voyeur (au "nibards bar" ou dans ses magazines).
Différentes parties de son corps ont été cédées par sa femme : ainsi elle a échangé, avec le pompiste du coin, les yeux de son mari Al en échange d'un plein d'essence.
Toute la lignée des Bundy est victime d'un mauvais sort jeté par une sorcière dont s'était moqué un ancêtre Bundy. Elle les a maudits et condamnés à puer des pieds et à mener une existence misérable.
Il semble avoir la longévité d'un cartoon puisqu'il a été souvent handicapé, paralysé, brûlé, amputé, mais il revient toujours entier à l'épisode suivant.
Al a fondé avec ses amis le NO MA'AM
- VO: National Organization of Men Against Amazonian Masterhood
- VF: Organisation Nationale des Mâles anti Amazones et autres Mégères

### Les 10 commandements du NO MA'AM
1. « On a le droit d'appeler les seins "nibards" et même parfois "boîtes à lait".»
2. « On est pas obligé de se laver les dessous de bras. ('c'est mal d'être français' dans la version américaine)»
3. « On a le droit de passer tous les emmerdeurs à la moulinette.»
4. « Avocats, voir Commandement 3.»
5. « On a le droit de conduire une super caisse, si ça vous aide pour draguer.»
6. « Tout le monde doit prendre le bus, sauf moi.»
7. « Réhabilitons le mot "courtisane".»
8. « La natation synchronisée n'est pas un sport.»
9. « Le bain de minuit est un sport. (catch dans la boue dans la version américaine)»
10. « O.K., il n'y en a que 9, personne n'est parfait ...»